# Новые Мадики
Но́вые Ма́дики (чув. Çĕнĕ Матьăк) — деревня в Моргаушском районе Чувашской Республики. Входит в состав Юськасинского сельского поселения.

## География
Находится в северо-западной части Чувашии, на расстоянии приблизительно 13 км на юг по прямой от районного центра села Моргауши.

## История
Известна с 1795 года как выселок села Преображенское (ныне Чувашская Сорма) с 11 дворами. В 1858 году было учтено 28 дворов и 143 жителя, в 1897—178 жителей, в 1926 — 49 дворов и 210 жителей, в 1939—197 жителей, в 1979—136. В 2002 году было 30 дворов, в 2010 — 28 домохозяйств. В 1931 году был образован колхоз «Знамя», в 2010 действовало ГУП "ОПХ «Ударник».

## Население
Постоянное население составляло 92 человека (чуваши 100 %) в 2002 году, 96 в 2010.